# Naissance en 1429
Naissance
- 1425
- 1426
- 1427
- 1428
- 1429
- 1430
- 1431
- 1432
- 1433

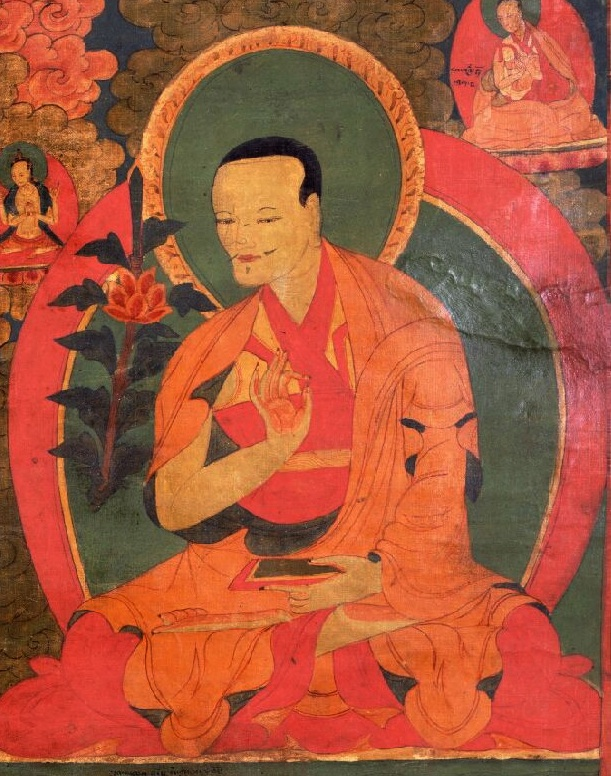
Gorampa, né en 1429.

Cette page dresse une liste de personnalités nées au cours de l'année 1429  :
- 7 mai : Giovanni Pontano, homme politique et humaniste italien.
- 17 janvier :  Antonio Pollaiuolo, peintre et sculpteur italien
- Donato Acciaiuoli, homme d'État, écrivain, traducteur et humaniste italien.
- Gentile Bellini, peintre italien.
- Ambrogio Contarini, marchand et diplomate vénitien.
- Pierre de Coimbra, ou Pierre d'Avis et d'Aragon, connétable de Portugal.
- Vincenzo Foppa, un des premiers grands peintres de l'école lombarde.
- Gorampa Sonam Senge, maître tibétain sakyapa et l'un des plus grands philosophes de l'histoire du Tibet.
- Ludovico Podocathor,  dit le cardinal de Capaccio ou encore le cardinal de Nicosia, cardinal italien d'origine grecque.

date incertaine (vers 1429)
- Jean de Palatinat-Deux-Ponts, évêque de Münster puis archevêque de Magdebourg.
- Mino da Fiesole, ou Mino di Giovanni Mini da Poppio, sculpteur florentin.
- Guiniforte Solari, sculpteur, architecte et ingénieur italien.

## Crédit d'auteurs
- Cet article est partiellement ou en totalité issu de l'article intitulé « 1429 » (voir la liste des auteurs).